# SC Langenthal
SC Langenthal (Schlittschuh-Club Langenthal) är en schweizisk ishockeyklubb från Langenthal. Klubben grundades 1946 och spelar sedan 2002 i den schweiziska andraligan Nationalliga B (NLB).
Under säsongen 2001/02 lyckades Langenthal avancera från Regio League, den schweiziska tredjedivisionen i ishockey, till National League B där laget har spelat sedan dess. Under sin första säsong i NLB vann man sex matcher och nådde en tiondeplats. I den följande säsongen nådde laget slutspel för första gången och gick till semifinal innan man blev utslagna av EHC Basel.
År 2012 blev Langenthal NLB-mästare för första gången i klubbens historia. I grundserien hamnade man på en andra plats efter HC Lausanne, vilka man sedan vann mot med 4-2 i matcher i finalserien.

## Meriter
- Nationalliga B: 2012